# Extremocystis dendrostomi
Extremocystis dendrostomi is een soort in de taxonomische indeling van de Myzozoa, een stam van microscopische parasitaire dieren. Het organisme komt uit het geslacht Extremocystis en behoort tot de familie Lecudinidae. Extremocystis dendrostomi werd in 1931 ontdekt door Setna.